# Почтовский поселковый совет
Почтовский поселковый совет (укр. Поштівська селищна рада, крымскотат. Bazarçıq qasaba şurası, Базарчыкъ къасаба шурасы) — административно-территориальная единица в Бахчисарайском районе в составе АР Крым Украины (фактически до 2014 года; ранее до 1991 года — в составе Крымской области УССР в СССР, до 1954 года — в составе Крымской области РСФСР в СССР).
В  1923 году в составе Симферопольского района был образован Базарчикский сельский совет, на момент всесоюзной переписи населения 1926 года включал 20 сёл:
Так же в сельсовет входило несколько артелей, имевших население: Аджи-Беки (Вера), Алмачик Верхний (Упорный Труд), Свой Труд, точной привязки которых пока нет. Были отнесены к совету вошедшие в состав совхоза Хан-Эли и бывшие имения : Гунали, Панченко , Шакая, Нижний Алмачик, а также несколько десятков железнодорожных и шоссейных будок, казарм и бараков. Получается, сельсовет 1923 года по размерам намного превосходил нынешний. Время переподчинения Бахчисарайскому району пока точно не установлено, известно, что это произошло до 1940 года. Видимо, в те же годы произошло разукрупнение сельсовета — на 1940 год существовали самостоятельные Нововасильевский и Тав-Бодракский сельсоветы и тогда же часть сёл осталась в Симферопольском районе (Молла-Эли, Карач (русский) и Карач (татарский) указом Президиума Верховного Совета РСФСР от 18 мая 1948 года переименовывались как сёла Симферопольского района).
Указом Президиума Верховного Совета РСФСР от 21 августа 1945 года Базарчикский сельсовет был переименован в Почтовский сельсовет.
С 25 июня 1946 года сельсовет — в составе Крымской области РСФСР, а 26 апреля 1954 года Крымская область была передана из состава РСФСР в состав УССР. На 15 июня 1960 года совет имел следующий состав:

| - Емельяновка - Казанки - Малиновка - Мироновка - Ново-Павловка | - Новопанченко - Почтовое - Приятное Свидание - Тополи - Яблоково |

В 1960 году Почтовое приобрело статус посёлка городского типа и сельсовет был преобразован в Почтовский поселковый совет. Состав сельсовета из 13 населённых пунктов определился после 1977 года.
К 2014 году в поссовет входило 13 населённых пунктов (1 пгт, 1 посёлок 11 сёл):
- Почтовое (пгт)
- Заветное
- Зубакино
- Казанки
- Малиновка
- Нововасильевка
- Новопавловка
- Приятное Свидание
- Растущее
- Самохвалово
- Севастьяновка
- Стальное (посёлок)
- Тополи

С 2014 года на месте сельсовета находится Почтовское сельское поселение в составе Республики Крым России.